# Doramas
Doramas (zm. 1481, Montaña da Arucas k. Arucas) – kanaryjski wojownik z ludu Guanczów z końca XV wieku, uczestnik ruchu oporu przeciw inwazji kastylijskiej na Gran Canarię.
Pochodził z królestwa Telde i należał do plebsu, zwanego axicatnas (ostrzyżeni). Plebejusze musieli bowiem strzyc swoje włosy, w przeciwieństwie do cieszącej się licznymi przywilejami arystokracji, która zapuszczała długie fryzury. Imię Doramas było prawdopodobnie przydomkiem i oznaczało "tego, który ma szerokie nozdrza".
Silnie zbudowany, szeroki w ramionach i średniego wzrostu, Doramas był znany ze swej biegłości w walce i zdolności przywódczych. W bitwie miał dzierżyć potężny drewniany miecz i czwórdzielną, białą, czarną i kolorową tarczę z drzewa smoczego.

## Czyny wojenne
Brał czynny udział w obronie wyspy przed Kastylijczykami, którzy rozpoczęli podbój Gran Canarii w 1478. Został uszlachcony przez Guanarteme (kanaryjski król) i przenosi się do królestwa Gáldar na północy wyspy (w tym czasie Gran Canaria była podzielona na dwa królestwa – Telde na południu i Gáldar na północy). Dowodził ważnym strategicznie posterunkiem na górze Doramas, nazwanej dziś tak na jego cześć. Sukcesy w walce przeciw okupantowi przyniosły mu sławę wśród ludności tubylczej Guanczów, co skłoniło kastylijskiego kapitana Pedro de Verę do skierowania głównego uderzenia na zajmowane przez Doramasa pozycje. 20 sierpnia 1481 w rejonie Arucas rozegrała się ciężka bitwa. Doramas odniósł w niej poważne rany od kopii i wkrótce zmarł. Jego głowę obnoszono potem po Las Palmas na znak triumfu i w celu zastraszenia tubylców. Rdzennych mieszkańców wyspy stać było już tylko na jeszcze jeden istotny zryw przeciw siłom inwazyjnym. W bitwie pod Arucas 30 listopada 1481 wojska de Very ostatecznie pokonały tubylców. Gran Canaria została ostatecznie włączona do Korony Kastylii 29 kwietnia 1483.
Po wojnie potomkom Doramasa przyznawano na chrzcie nazwisko Oramas, które dziś pozostaje jednym z niewielu nazwisk rdzennie kanaryjskich, wciąż spotykanych na wyspach.